# Zsófia görög királyné
Zsófia görög királyné, született Zsófia porosz királyi hercegnő (németül: Prinzessin Sophie von Preußen, görögül: Βασίλισσα Σοφία της Ελλάδας, magyaros átírásban Vaszílisza Szofía tisz Eládasz, teljes nevén Sophie Dorothea Ulrike Alice; Potsdam, 1870. június 14. – Frankfurt am Main, 1932. január 13.) porosz királyi és német császári hercegnő, házassága révén dán hercegné és Görögország királynéja.

## Élete

### Származása és gyermekkora
Zsófia porosz királyi hercegnő 1870. június 14-én jött világra a potsdami Neues Palaisban III. Frigyes német császár (1831–1888) és Viktória brit királyi hercegnő (1840–1901) hetedik gyermekeként, egyben harmadik leányaként. Édesapja még csupán trónörökösi rangban volt születésekor, a porosz királyi címet a hercegnő nagyapja viselte. Édesanyja a brit királyi családól származott; Viktória brit királynő legidősebb leánya volt. E rokoni szál révén a brit uralkodónő jelentős befolyást gyakorolt gyermekeire és unokáira egyaránt.
A porosz hercegnőt családi körben a Sossy becenéven ismerték – a név állítólag azért született meg, hogy rímeljen hozzá legközelebb álló testvére, Mossy becenevével. A két nővér volt a legfiatalabb a családban, és idősebb testvéreiktől eltérően közel álltak szüleikhez, főleg édesanyjukhoz. A nagyobb testvérek közül két fiúgyermek korán elhalálozott, a többiek pedig inkább a „vaskancellár” politikai irányvonalát támogatták, semmint szüleik liberalizmusát. Minthogy a német nagyszülők figyelmének középpontjában az idősebb testvérek álltak, Zsófia hercegnő nevelése ily módon teljes egészében édesanyjára maradt, abba a német császári pár nem szólt bele. Viktória brit királyi hercegnő angol szellemben taníttatta és nevelte a hercegnőt, angol dadákat és nevelőnőket fogadott mellé és sok időt töltött vele a brit királyi udvarban és a család nyaralójában.

### Házassága és gyermekei
Édesapja halálát követően alig pár hónappal Zsófia porosz hercegnőt eljegyezte a görög király legidősebb fia és örököse, Konstantin görög királyi és spártai herceg (1868–1923). Zsófia hercegnő és a görög trónörökösként a Spárta hercege címet viselő Konstantin herceg 1884 körül találkoztak, mialatt a görög királyfi tanulóéveit töltötte német földön és a német hadseregben is szolgált. A szerelmi kapcsolatnak az sem jelentett akadályt, hogy a porosz hercegnő és a görög trónörökös többszörösen is rokonságban álltak: egyrészről másodfokú unokatestvérek voltak III. Frigyes Vilmos porosz király leszármazottjai révén, másrészről harmadfokú unokatestvérek Pál orosz cár révén. Annak ellenére, hogy Viktória brit királynő és II. Vilmos német császár is támogatták a házasságot, az özvegy német anyacsászárné csak nehéz szívvel egyezett bele leánya választásába, mivel a görög trónt túlságosan „ingatagnak”, az országot pedig fejletlennek ítélte meg. A frigynek a vőlegény családja részéről is akadtak ellenzői, elsősorban a vallási ellentétet – a porosz hercegnő lutheránus, a görög királyi család ortodox hitű volt – tartva szem előtt. Az ifjú párnak mégis sikerült megszereznie családjaik beleegyezését. Az eljegyzést 1888. szeptember 3-án jelentették be hivatalosan.
A porosz királyi hercegnő és a görög trónörökös esküvőjét 1889. október 27-én tartották a görög fővárosban, ünnepélyes keretek között. A párt két szertartás, egy evangélikus és egy ortodox keretében is összeadták. A nyilvános ceremóniát követően tűzijátékot és különböző nyilvános ünnepségeket rendeztek; a királyi palotában tartott fogadáson valamennyi európai uralkodócsalád képviseltette magát. Az orosz cár értékes briliánsokat és egy ezüst és kristály teáskészletet küldött ajándékba a friss házasoknak. A házastársak viszonyát végig harmónia és egyetértés jellemezte, noha Zsófia hercegné eleinte nehezen kezelte férje csapodár természetét. A görög trónörökös több asszonnyal is viszonyt létesített, de ezek felett – hasonló sorsú anyósa tanácsát követve – felesége a családi béke kedvéért szemet hunyt. Angol stílusú életvitelt folytattak, ami elsősorban a német anyacsászárné gondoskodásának és leánya életébe való beleszólásának köszönhető. A porosz királyleány gyorsan beilleszkedett új családjába, bár közte és anyósa, továbbá energikus sógornéja, Aliz battenbergi hercegnő között gyakorta keletkeztek kisebb súrlódások. A házaspár legközelebb Miklós görög királyi herceghez és feleségéhez, Jelena Vlagyimirovna orosz nagyhercegnőhöz állt. Konstantin görög trónörökösnek és Zsófia porosz hercegnőnek hat gyermeke született:

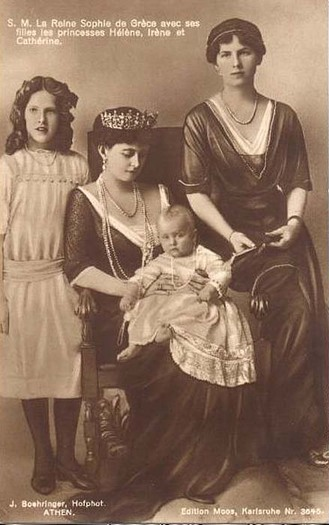
Zsófia görög királyné leányaival (1913)

- György (1890–1947), később Görögország királya, felesége Erzsébet román királyi hercegnő
- Sándor (1893–1920), később Görögország királya, felesége Aszpaszía Mánosz
- Ilona (1896–1982), házassága révén Románia anyakirálynéja
- Pál (1901–1964), később Görögország királya, felesége Friderika hannoveri hercegnő
- Irén (1904–1974), házassága révén Horvátország királynéja és Aosta hercegnéje
- Katalin (1913–2007), férje Richard Brandam.

Zsófia porosz hercegnő férjezett asszonyként is rendszeres levelezést folytatott édesanyjával, és viszonylagos gyakorisággal találkoztak. Az anyacsászárné számos módon próbált meg beleszólni leánya életébe és nevelési módszereibe. Emellett a hercegnő folyamatosan tartotta a kapcsolatot Viktória és Margit nővéreivel, tanácsokat és jótékonysági intézmények számára adományokat kérve tőlük. Ugyanakkor maga Zsófia hercegnő is előszeretettel adott kért vagy kéretlen tanácsokat; figyelme jóformán a legapróbb részletekre is kiterjedt magánéletében és királynéi teendőit illetően egyaránt. A királyné „finom lelkű és félénk” asszony volt, aki legtöbb idejét gyermekeinek szentelte. Saját magához hasonlóan őket is angol szellemben neveltette, a család minden nyáron több hetet töltött a szigetországban, illetve az Amphitrité nevű jachttal görög szigeteken nyaraltak.

### Görög királynéként
Zsófia porosz hercegnőt a görögök szeretettel fogadták, esküvője a trónörökössel nagy lelkesedést váltott ki. A német udvar szintén előnyt remélt a házasságkötésből, ellenben a franciák attól tartottak, hogy a porosz hercegnő majd a Hármas Szövetség felé tereli a görögöket. A trónörökös házaspár először egy francia stílusú villában élt, míg fel nem épült számukra a jóval reprezentatívabb trónörökösi palota, ami később királyi és elnöki palotaként egyaránt szolgált. Zsófia hercegné személyesen utazott el akár külföldre is, hogy a megfelelő bútorokat és egyéb dísztárgyakat kiválassza és megvásárolja a palotába. A trónörökösné emellett görög nyelvleckéket és történelemórákat vett, illetve igyekezett megismerkedni országa kultúrájával.
Két évvel házasságkötését követően új családja elvárásainak megfelelően Zsófia görög trónörökösné bejelentette, hogy fogadott hazája iránti tisztelete jeléül átkeresztelkedik az ortodox hitre, elhagyva addigi evangélikus vallását. A döntés már a görög uralkodócsaládban is ellenségeskedést szított: míg a király a görög, addig orosz felesége a szláv vonásokat képviselő pátriárka személyét javasolta a trónörökösné tanítójának. A szigorú lutheranizmusáról híres porosz királyi családban a hercegnő elhatározása még komolyabb konfliktusokat eredményezett: az éppen várandós Auguszta Viktória német császárné német területről való kitiltással fenyegette sógornéját. Közeli családtagjai szerint a mélyen vallásos német császárné olyannyira felidegesítette magát a kérdésen, hogy emiatt idő előtt hozta világra fiát. A feleségéért és újszülött fiáért aggódó II. Vilmos német császár ki is tiltotta országából Zsófia hercegnőt, aki viszont édesanyja tanácsát követve ezt figyelmen kívül hagyta, és mind gyakrabban látogatott haza. A kapcsolat a testvérek között ilyenformán egy idő után megjavult.
Az 1897-es görög–oszmán háború elvesztéséért elsősorban Konstantin trónörököst tették felelőssé. A közvélemény olyannyira erősen támadta őt, hogy a herceg családjával külföldi katonai kiképzés ürügyén felesége szülőföldjére költözött. Németországban a herceg báró Colmar von der Goltz társaságában katonáskodott; Zsófia porosz hercegnő a 3. testőrezred tiszteletbeli parancsnoki rangjára emelkedett – bátyja, a német császár ezzel a gesztussal kívánta kifejezni megbocsátását az átkeresztelkedési ügy miatt. A görög trónörökösi pár 1899-ben tért vissza országába.

#### Első uralkodása (1913–1917)
Az első Balkán-háború megnyerése után a görögök és a bolgárok nem tudtak megegyezésre jutni a szerzett területek elosztásáról. A görög uralkodó emiatt Szalonikibe utazott, ahol 1913. március 18-án egy görög anarchista meggyilkolta. Az új uralkodó így Konstantin királyi herceg lett, felesége ennek megfelelően királynéi méltóságba emelkedett. Uralmuk megszilárdulásához és a királyi pár elfogadottságához jelentősen hozzájárult a második Balkán-háború sikeres kimenetele és a bolgárok legyőzése. A királyi pár eleinte nagy népszerűségnek örvendett, melyben közrejátszott továbbra is szerény, visszafogott életvitelük és a királyné számtalan jótékonysági akciója is. Az állatbarátságáról híres királyné különös gondot fordított a higiéniára és a közegészség fejlesztésére: több kórházat, köztük kifejezetten gyermekekkel és szülészettel foglalkozó intézményeket is létrehozott. Az 1897-es „harmincnapos”, oszmánok elleni háborúban a királyi család nőtagjaival együtt önkéntes vöröskeresztes ápolónőként dolgozott és katonai kórházakat állíttatott fel. Az első Balkán-háború alatt anyósával és sógornéival pénzalapot hozott létre a célból, hogy a befolyt összegből kórházakat építsenek. Később a háborús sebesültek jobb ellátásának érdekében angol ápolónőket hívott az országba. Az oktatási rendszer megreformálására több javaslatot tett, elsősorban az ápolónővérek képzésének javítására vonatkozóan. A nők helyzetét előmozdítandó számos munkalehetőséget teremtett számukra a kézműipar és a művészetek felkarolásával, valamint egy mozgalmat is létrehozott a Görög Nőszövetség néven. A királyné kedvelte a növényeket, nevéhez fűződik a főváros parkosításának megkezdése és a kiírott erdők újratelepítésének pártfogolása.

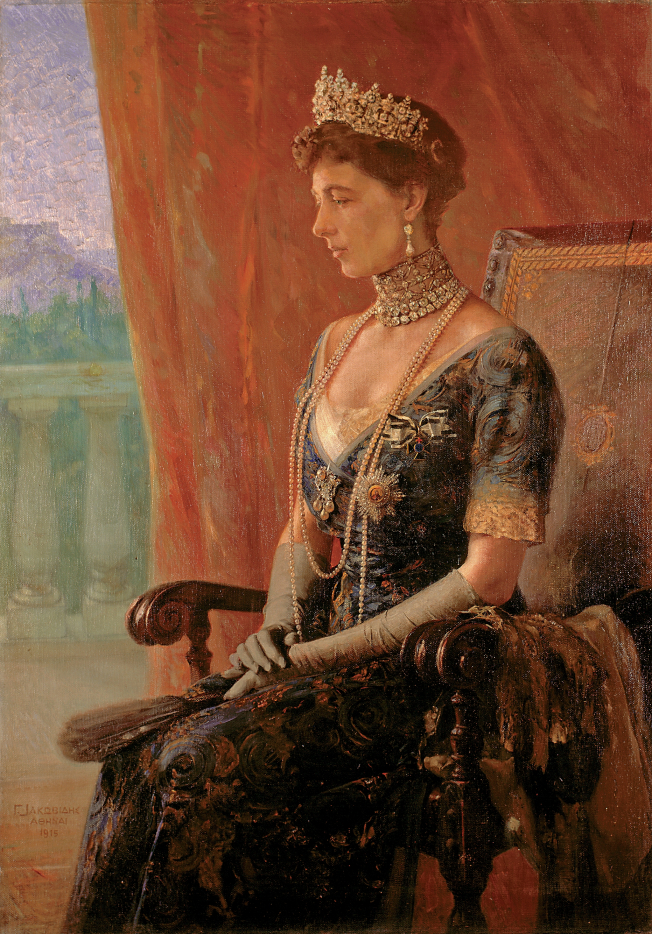
Zsófia görög királyné arcmása (1915, Jeórjiosz Jakovídisz)

Az első világháború kitörésekor a görög király országa semlegességének megőrzése mellett döntött. A király megítélése szerint a balkáni konfliktusokban meggyengült országa hadereje, ezért nem szándékozott belépni a háborúba. A görög uralkodócsalád ráadásul mindkét fél uralkodóival szoros rokoni kapcsolatot ápolt. Az antant hatalmakkal szimpatizáló kormány és elsősorban a miniszterelnök, Elefthériosz Venizélosz a görögök hadba lépését támogatta, mivel az antanthoz való csatlakozás a törökök végleges legyőzésével kecsegtetett. A közvélemény és a kormány az uralkodó feleségét tette felelőssé azért, hogy a király inkább a központi hatalmakhoz húz, németbarátsággal vádolva a királynét. Később a királyné és a német császár között váltott telegramok nyilvánosságra kerültek, s némelyikben a született porosz királyleány „aljas disznóknak” nevezi az antant hatalmakat és a görögök együttműködéséről biztosítja bátyját. A királyi nyári palota leégése – amit feltehetően szándékosan gyújtottak fel – és az antant flotta blokádja hatására 1917. június 11-én a görög király lemondott a trónról második fia javára, minthogy elsőszülött gyermekét szintén németbarátsággal vádolták. Az antant hatalmak vezetői már korábban is arra sürgették a görög miniszterelnököt, hogy késztesse lemondásra a királyt, de egészen a februári orosz forradalomig az orosz cár kiállt a görög uralkodópár mellett.
Zsófia görög királyné férjével és gyermekeivel elmenekült az athéni királyi palotából, előbb a nyári rezidenciába, később külföldre. A család egy rövid olaszországi kitérőt követően svájci száműzetésbe vonult, ahová hamarosan jószerével az egész királyi ház követte őket; a görög miniszterelnök pedig az antant oldalán belépett a világháborúba. A család nehéz anyagi helyzetét csak súlyosbította, hogy a háború utáni spanyolnátha-járványban a volt király is megbetegedett. Miután férje sikeresen felgyógyult, Zsófia görög királyné minden erejével azon volt, hogy felvegye a kapcsolatot második fiával, Sándor görög királlyal. A kormány sikeresen gátolta meg az uralkodót abban, hogy felvegye a kapcsolatot szüleivel és többi, száműzött családtagjával; a király teljes elszigeteltségben élt. A király népszerűségének csökkenését az sem tudta megakadályozni, hogy a világháborút lezáró békékben Görögország jelentős területeket szerzett: az uralkodó egy arisztokrata származású hölgyet vett feleségül Aszpaszía Mánosz személyében. A frigyet a száműzött uralkodócsalád és a görög kormány is ellenezte, mivel egyrészt a menyasszonyt nem tartották elég előkelőnek, másrészt a házasság nem jelentett semmilyen diplomáciai kapcsolatot. Aszpaszía Mánosz nem is kapta meg a görög királynéi címet, mindössze görög királyi hercegné lehetett.
1920. október 2-án Sándor görög királyt kerti sétája közben megharapta egyik majma. A harapás okozta seb elfertőződött, a király állapota válságosra fordult. Az uralkodó a halálos ágyán magához hívatta édesanyját, de a volt királynét a kormány a királyhű erőktől tartva nem engedte be az országba. Zsófia porosz hercegnő helyett így anyósa, az özvegy anyakirályné utazott el a görög királyhoz, aki hamarosan elhunyt. A királyt az uralkodóház mauzóleumában temették el, azonban a temetésen csak az özvegy anyakirályné vehet részt, a többi családtag nem léphetett görög földre. Minthogy Sándor királynak nem született fiúgyermeke, a trónöröklés kérdése nyitott maradt. Az I. Konstantin volt királytól és elsőszülött fiúgyermekétől még mindig ódzkodó kormány a harmadik fiúgyermeknek, Pál görög királyi hercegnek ajánlotta fel a koronát, ő azonban édesapjára és bátyjára való tekintettel nem volt hajlandó elfogadni. Venizélosz helyzetét nemcsak a trónutódlás bonyodalmai, hanem a görög–török háborúba való belekeveredés is gyengítette; a miniszterelnök az 1920 novemberében tartott választásokon vereséget szenvedett. Az I. Konstantin király visszatérését támogatók megerősödése oda vezetett, hogy november 17-én a miniszterelnök lemondott. Az új kormányfő, Dimitriosz Ralisz az özvegy anyakirálynét kérte fel arra, hogy elsőszülött fia visszatéréséig vegye át a régensi szerepet.

#### Második uralkodása (1920–1922)
1920. december 19-én a száműzött királyi pár visszatért az országba, és átvette a hatalmat. Az uralkodópárt hatalmas ünnepségek közepette fogadták, azonban a kezdetben lelkes fogadtatás hamar lelohadt, mivel sokan nem tudták megbocsátani a királynak és a királynénak, hogy az első világháborúban inkább a központi hatalmakkal rokonszenveztek; s e vád alól az sem mentette fel őket, hogy több gyermekük a román királyi családdal kötött házasságot. Ezenkívül az elhúzódó és egyre rosszabbul alakuló görög–török háború is közrejátszott a király iránti ellenszenv növekedésében. Zsófia királyné természetesen ismét önkéntes ápolónőként segédkezett, a vöröskeresztes ápolónőket többször is pénzadománnyal segélyezte. A király nem tudta olyan sikeresen irányítani a csapatokat, mint annak idején a győztes Balkán-háborúkban. A görögök a végső vereséget a sakaryai csatában szenvedték el, az ezt követő lausanne-i békeszerződés értelmében területeket vesztettek. Görög menekültek özönlöttek az országba, ami politikai és gazdasági válságba került.
1922. szeptember 11-én Nikolaosz Plasztirasz tábornok vezetésével a görög hadsereg felkelést robbantott ki. A görög országgyűlés feloszlott; a király tanácsadóival és barátaival való hosszas egyeztetések után szeptember 27-én másodszor is – immáron végérvényesen – lemondott a görög koronáról legidősebb fia javára.

### Száműzetése és halála
Hogy megkönnyítsék fiuk helyzetét, a lemondott királyi pár ismét száműzetésbe vonult. 1922. október 30-án Zsófia porosz hercegnő, férje és két leányuk, Irén és Katalin hercegnők, valamint Miklós királyi herceg és családja egy görög csatahajó fedélzetén hagyták el az országot. A család egy palermói villát választott otthonának; a görögországi eseményeket továbbra is figyelemmel kísérték, de beavatkozni nem tudtak. Az egykori király mély depresszióba süllyedt, s az orvosok változást javasoltak számára, ezért a férjét odaadóan ápoló Zsófia királyné úgy döntött, átköltöznek Firenzébe. I. Konstantin volt görög király azonban még a költözés előtt, 1923. január 11-én meghalt. Családja a görög uralkodóház mauzóleumában szándékozott eltemetni, de ezt a görög kormány nem tette lehetővé, így a valamikor királyt a nápolyi, később a firenzei orosz templomban temették el. Elsőszülött fia 1924. március 25-én lemondott a görög trónról és romániai száműzetésbe vonult. Görögországban kikiáltották a köztársaságot, a királyi család valamennyi tagját megfosztották görög állampolgárságától. Ugyanakkor a görög uralkodócsalád egyben dán hercegi címet és ezzel együtt a dán állampolgárságot is viselt, minthogy I. György görög király dán hercegként született és nem mondott le soha dániai titulusairól.
Az özvegy Zsófia királyné két fiatalabb leányával a toszkánai Villa Bobolinba költözött, amit a királyné halála után legidősebb leánya örökölt tőle. Aszpázia görög királyi hercegné többször is meglátogatta leányával a száműzetésben élőket; Zsófia porosz hercegnő ekkor alakított ki bensőséges viszonyt unokájával, a majdani jugoszláv királynéval. 1930-ban a legidősebb görög királyleány, a romániai uralkodóhoz feleségül ment Ilona hercegnő elvált férjétől, édesanyjához és húgaihoz költözött. Királynéi kötelezettségeitől megszabadulva Zsófia özvegy királyné sok időt szentelt gyermekeinek és unokáinak, valamint rendszeresen utazott. Többször felkereste szülőföldjét és – V. György brit király engedélyével – az Egyesült Királyságot is. 1929-ben a hollandiai Doornba is ellátogatott, ahol legidősebb bátyja, az egykori német császár töltötte száműzetését. Mindemellett a királyné egyre inkább vallásos lett: megmaradt hithű ortodoxnak, de ugyanakkor behatóan foglalkozott az anglikán kereszténységgel is.
Az özvegy anyakirályné már hosszabb ideje betegeskedett, amikor 1930-ban felkeresett egy frankfurti klinikát. Állapota a kezelést követően némileg javult, ezért egy angliai–bajorországi–velencei körutazást tett. 1931 szeptemberére egészsége annyira megromlott, hogy visszatért a kórházba, ahol rákos megbetegedést diagnosztizáltak nála. Gyógykezelések céljából ekkor véglegesen a klinikába költözött. Zsófia porosz királyi hercegnő és görög királyné 1932. január 13-án hunyt el a kórházban, hatvanegy éves korában. Férje és anyósa oldalára temették el a firenzei ortodox templomba, de a görög monarchia 1936-os restaurálása után maradványait a királyi család többi tagjáéhoz hasonlóan újratemették a görög uralkodócsalád hagyományos temetkezési helyén, a nyári rezidencia melletti mauzóleumban. Unokája, Zsófia spanyol királyné az ő tiszteletére kapta keresztnevét; a görög fővárosban sugárutat neveztek el róla; 1936-ban az akkori görög uralkodó megalapította a Szent Olga és Zsófia-rendet.

## Fordítás
- Ez a szócikk részben vagy egészben a Sophie de Prusse című francia Wikipédia-szócikk ezen változatának fordításán alapul.  Az eredeti cikk szerkesztőit annak laptörténete sorolja fel. Ez a jelzés csupán a megfogalmazás eredetét és a szerzői jogokat jelzi, nem szolgál a cikkben szereplő információk forrásmegjelöléseként.